# دوژدینو
دوژدینو (به بلغاری: Duzhdino) یک منطقهٔ مسکونی در بلغارستان است که در شهرستان کاردژالی واقع شده‌است.